# Episodi di Undicesima ora (prima stagione)
La prima stagione della serie televisiva Undicesima ora è stata trasmessa in anteprima negli Stati Uniti d'America dalla NBC tra il 3 ottobre 1962 e il 22 maggio 1963.
| nº | Titolo originale                                   | Titolo italiano | Prima TV USA     | Prima TV Italia |
| -- | -------------------------------------------------- | --------------- | ---------------- | --------------- |
| 1  | Ann Costigan: A Duel on a Field of White           |                 | 3 ottobre 1962   |                 |
| 2  | There Are Dragons in This Forest                   |                 | 10 ottobre 1962  |                 |
| 3  | Make Me a Place                                    |                 | 17 ottobre 1962  |                 |
| 4  | I Don't Belong in a White-Painted House            |                 | 24 ottobre 1962  |                 |
| 5  | The Seventh Day of Creation                        |                 | 31 ottobre 1962  |                 |
| 6  | Of Roses and Nightingales and Other Lovely Things  |                 | 7 novembre 1962  |                 |
| 7  | Angie, You Made My Heart Stop                      |                 | 14 novembre 1962 |                 |
| 8  | Hooray, Hooray the Circus Is Coming to Town        |                 | 21 novembre 1962 |                 |
| 9  | Cry a Little for Mary Too                          |                 | 28 novembre 1962 |                 |
| 10 | Eat Little Fishie Eat                              |                 | 5 dicembre 1962  |                 |
| 11 | The Blues My Babe Gave to Me                       |                 | 12 dicembre 1962 |                 |
| 12 | Along About Late in the Afternoon                  |                 | 26 dicembre 1962 |                 |
| 13 | Which Man Will Die?                                |                 | 2 gennaio 1963   |                 |
| 14 | Where Have You Been, Lord Randall, My Son?         |                 | 9 gennaio 1963   |                 |
| 15 | My Name Is Judith, I'm Lost, You See               |                 | 16 gennaio 1963  |                 |
| 16 | Where Ignorant Armies Clash                        |                 | 23 gennaio 1963  |                 |
| 17 | Advice to the Lovelorn and Shopworn                |                 | 23 gennaio 1963  |                 |
| 18 | Why Am I Grown So Cold?                            |                 | 6 febbraio 1963  |                 |
| 19 | Like a Diamond in the Sky                          |                 | 13 febbraio 1963 |                 |
| 20 | Beauty Playing a Mandolin Underneath a Willow Tree |                 | 20 febbraio 1963 |                 |
| 21 | A Tumble from a High White House                   |                 | 27 febbraio 1963 |                 |
| 22 | Five Moments Out of Time                           |                 | 6 marzo 1963     |                 |
| 23 | The Wings of the Morning                           |                 | 20 marzo 1963    |                 |
| 24 | Hang by One Hand                                   |                 | 27 marzo 1963    |                 |
| 25 | Something Crazy's Going on in the Back Room        |                 | 3 aprile 1963    |                 |
| 26 | Everybody Knows You Left Me                        |                 | 10 aprile 1963   |                 |
| 27 | Try to Keep Alive Until Next Tuesday               |                 | 17 aprile 1963   |                 |
| 28 | I Feel Like a Rutabaga                             |                 | 24 aprile 1963   |                 |
| 29 | A Medicine Man in This Day and Age?                |                 | 1º maggio 1963   |                 |
| 30 | The Man Who Came Home Late                         |                 | 8 maggio 1963    |                 |
| 31 | Pressure Breakdown                                 |                 | 15 maggio 1963   |                 |
| 32 | The Middle Child Gets All the Aches                |                 | 22 maggio 1963   |                 |